# Campochaera
Genre
Campochaera est un genre monotypique de passereaux de la famille des Campephagidae. Il comprend une seule espèce d'échenilleurs.

## Répartition
Ce genre se trouve à l'état naturel en Nouvelle Guinée.

## Liste alphabétique des espèces
Selon la classification de référence du Congrès ornithologique international (version 8.2, 2018) :
- Campochaera sloetii (Schlegel, 1866) — Échenilleur doré
  - Campochaera sloetii flaviceps Salvadori, 1879
  - Campochaera sloetii sloetii (Schlegel, 1866)